# Lijst van powermetalbands
Dit is een (incompleet) overzicht van powermetalbands met een artikel op de Nederlandstalige Wikipedia. 

## 0-9
- 3 Inches of Blood

## A
- Accept
- Altaria
- Alestorm
- Amaranthe
- Angel Dust
- Angra
- Astral Doors
- Avantasia
- Axenstar
- Axxis

## B
- Battle Beast
- Blind Guardian
- Brothers of Metal
- Burning Witches

## C
- Cain's Offering

## D
- Demons & Wizards
- DragonForce

## E
- Edguy
- Elvenking
- Edenbridge

## F
- Freedom Call
- Firewind

## G
- Gamma Ray
- Galneryus
- Gloryhammer

## H
- HammerFall
- Heavenly
- Helloween

## I
- Iced Earth
- Iron Savior

## J
- Jag Panzer

## K
- Kamelot

## M
- Mastercastle
- Masterplan
- Manowar

## N
- Nevermore
- Nightwish

## P
- Powerwolf
- Primal Fear

## R
- Rhapsody of Fire

## S
- Sabaton
- Sentenced
- Sinergy
- Sonata Arctica
- Stratovarius

## T
- Theocracy

## U
- U.D.O.

## V
- Virgin Steele

## W
- Wind Rose